# 黃以周
黃以周（1828年—1899年），字元同，號儆季，又號哉生，浙江宁波府定海廳紫微鄉（今屬浙江省舟山市定海區）人，清代學者。

## 生平
黃式三之子，幼承父教，以精研三礼著名。清同治九年（1870年）舉人，初任浙江分水縣（今桐廬縣）訓導，寧波知府宗源瀚請他主持辨志精舍。後在江南學政黃體芳創建的江陰南菁書院任講師15年。《清史稿》载：“宗源瀚建辨志精舍于宁波，请以周定其名义规制，而专课经学，著录弟子千余人。”
黃以周為學不拘漢宋門戶，尤邃三禮，撰《禮書通故》百卷，该书可与杜佑《通典》相比隆，考釋中國古代禮制、學制、封國、職官、田賦、樂律、刑法、名物、占卜等，並糾正舊注的謬誤，“最博贍精審，蓋清代禮學之後勁矣。”。另著有《禮說》、《禮說略》、《禮易通詁》等。

## 其他
国民党元老吴稚晖曾在南菁书院黄以周门下学习过。吴稚晖回忆初见黄以周，看到其书斋上有大幅格言：实事求是，莫作调人（调节纠纷的人，指马马虎虎的老好人）